# 天主教鄧迪教區
天主教鄧迪教區（拉丁語：Dioecesis Dundeensis）是南非一個羅馬天主教教區，屬德班總教區。

## 歷史
教區的前身是福爾克斯勒斯特宗座監牧區，成立於1958年6月23日，1982年11月19日升為教區並易名至今。

## 現況
教區範圍包括姆普馬蘭加省東南部、夸祖魯-納塔爾省西北部，教座位於紐卡斯爾，座堂位於鄧迪。2006年有教友83,421人（佔轄區總人口4.9%）、廿九個堂區、三十名司鐸。現任教區主教為多默·格雷厄姆·羅斯。